# مدارگرد شناسایی مریخ

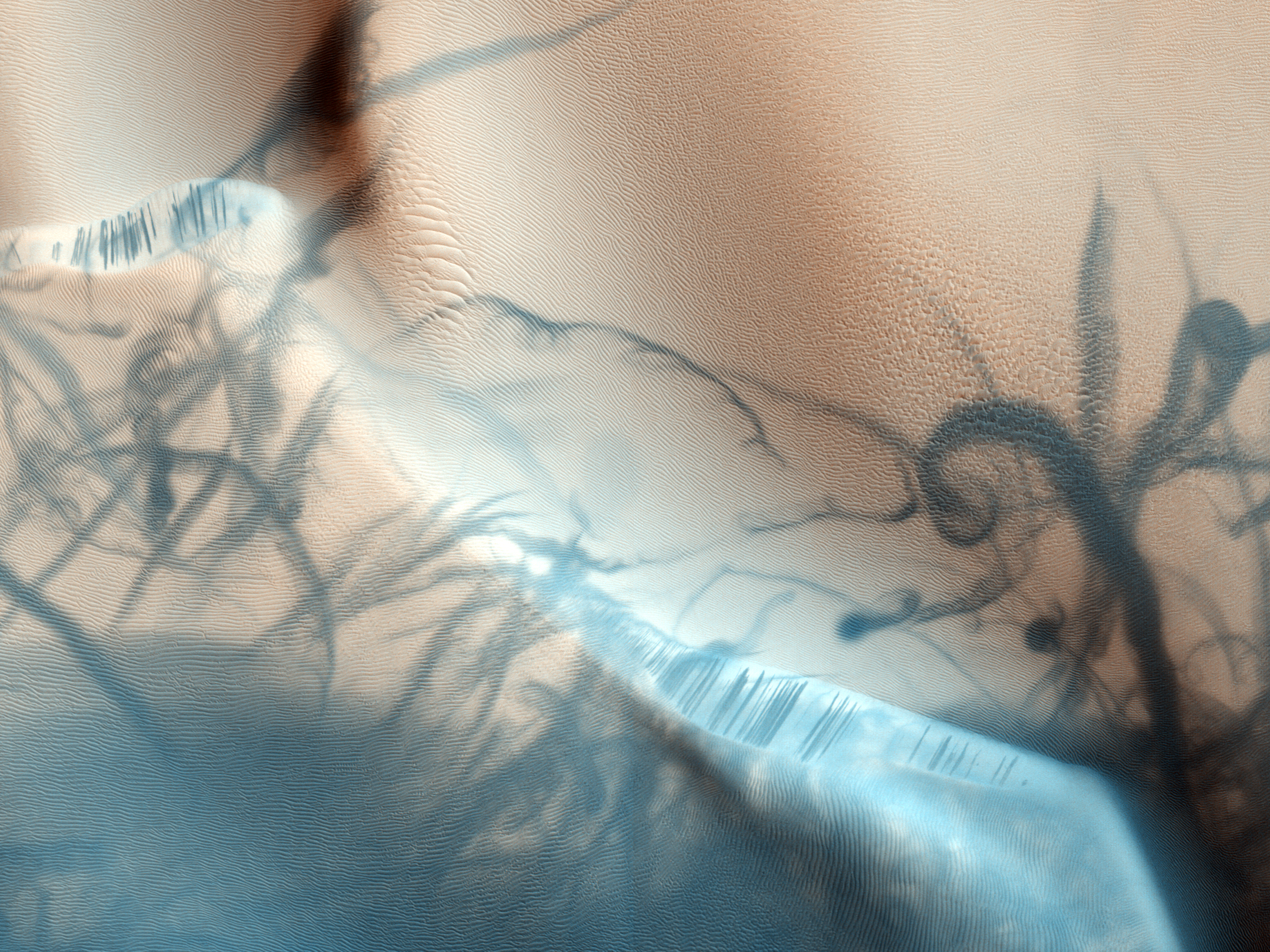
تنوره دیو بر سطح مریخ موجب به وجود آمدن قسمت‌های تیره شده است، تنوره دیو نوعی گردباد است و به یک ستون هوای متلاطم ضعیف گویند که حرکت دورانی دارد و بر خلاف توفان پیچنده به هیچ ابری متصل نیستند. این نگاره از مدارگرد شناسایی مریخ گرفته شده است.

مدارگرد شناسایی مریخ (به انگلیسی: MRO – Mars Reconnaissance Orbiter)یک فضاپیمای چندمنظوره ناسا می‌باشد که برای شناسایی و اکتشاف مریخ از روی مدار، طراحی شده‌است. هنگامی‌که این مدارگرد به مدار مریخ رسید، به پنج فضاپیمای دیگر در مدار یا روی سطح آن سیاره پیوست: نقشه‌بردار سراسر مریخ، مارس اکسپرس، ادیسه مریخ و دو مریخ‌نورد؛ و سپس به بیشترین رکورد عملکرد یک فضاپیما در اطراف مریخ رسید. این فضاپیمای ۷۲۰ میلیون دلاری توسط لاکهید مارتین و زیر نظر آزمایشگاه پیشرانه جت ساخته شده‌است. پرتاب آن در ۲۱ مرداد ۱۳۸۴، در ۱۹ اسفند ۱۳۸۶ به مدار مریخ دست یافت، و در آبان ۱۳۸۵ پس از ۵ ماه ترمز هوایی، به مدار نهایی علمی خود رسید و فاز اولیه علمی را شروع کرد.
مدارگرد شناسایی مریخ شامل یک دسته از افزارهای علمی از قبیل دوربینها، طیف‌سنجها و رادار هستند که برای کاوش زمین‌چهرها، چینه‌شناسی، کانیها، و یخ مریخ می‌باشند؛ که این‌ها راه را برای فضاپیماهای آینده با نشان‌دادن چگونگی وضع هوای روزانه و سطوح، عوامل بالقوه سطوح فرود، و میزبانی ارتباطات جدید از راه دور باز می‌کنند. سامانه ارتباط از راه دور مدارگرد شناسایی مریخ از همه ماموریت‌های میان‌سیاره‌ای پیشین اطلاعات بیشتری را به زمین فرستاده‌است و این مدارگرد بیشترین توانایی ایستگاه بازپخش ماهواره‌ای را برای ماموریت‌های آینده خواهد داشت.

مدیریت این پروژه را آزمایشگاه پیشرانه جت از مؤسسه فناوری کالیفرنیا در پاسادینا، کالیفرنیا برای هیئت مدیره مأموریت علمی ناسا در واشینگتن دی‌سی، بر عهده دارد.

## دوربین «های‌رایز
دوربین «های‌رایز» (به انگلیسی: HiRISE) مخفف (High Resolution Imaging Science Experiment) و به معنی «آزمایش علمی تصویربرداری با وضوح بالا» می‌باشد. قطر آینه تلسکوپ آن، نیم متر است که بزرگ‌ترین دوربین تلسکوپی است که به خارج از مدار زمین فرستاده شده؛ و توان تفکیک‌پذیری یک جسم ۳۰ سانتیمتری را از ارتفاع ۳۰۰ کیلومتر دارد. های-رایز، تصاویر را در ۳ رنگ گرد هم می‌آورد. ۴۰۰ تا ۶۰۰ نانومتر (آبی - سبز)، ۵۵۰ تا ۸۵۰ نانومتر (قرمز) و ۸۰۰ تا ۱۰۰ نانومتر (فروسرخ)

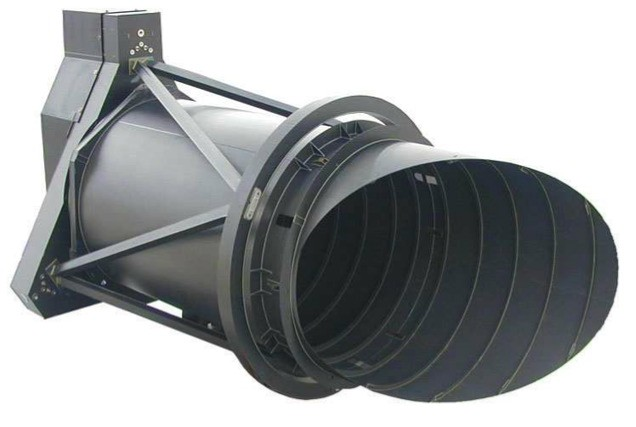
ساختار دوربین «های-رایز»

کیفیت تصاویر قرمز ۲۰۲۶۴ پیکسل در میان پهنای ۶ کیلومتر، و آبی-سبز و مادون قرمز ۴۰۴۸ پیکسل در پهنای ۱٫ ۲ کیلومتر است. کامپیوتر همراه های-رایز این خطوط را در زمان مقرر با سرعت زمینی مدارگرد می‌خواند؛ و طول تصاویر نامحدود می‌شوند. هرچند که طول تصاویر به خاطر حد ۲۸ گیگابایتی حافظه مدارگرد محدودند و بیشترین اندازه تصاویر ۲۰۰۰۰x۴۰۰۰۰ پیکسل (۸۰۰ مگاپیکسل) برای رنگ قرمز، و ۴۰۰۰x۴۰۰۰۰ پیکسل (۱۶۰ مگاپیکسل) برای آبی-سبز و فروسرخ می‌باشند. هر ۱۶٫ ۴ گیگابایت از تصویر قبل از ارسال به زمین به ۵ گیگابایت کمپرس می‌شوند. تصاویر انتشار یافته در وب‌سایت های-رایز به فرمت JPEG-۲۰۰۰ می‌باشند. برای آسان کردن نقشه‌برداری برای تعیین محل فرود، های-رایز می‌تواند تصاویر استریو را از هر عارضه جغرافیایی که تا دقت ۲۵ سانتی‌متر محاسبه شده‌اند را به دست آورد.

## نگارخانه

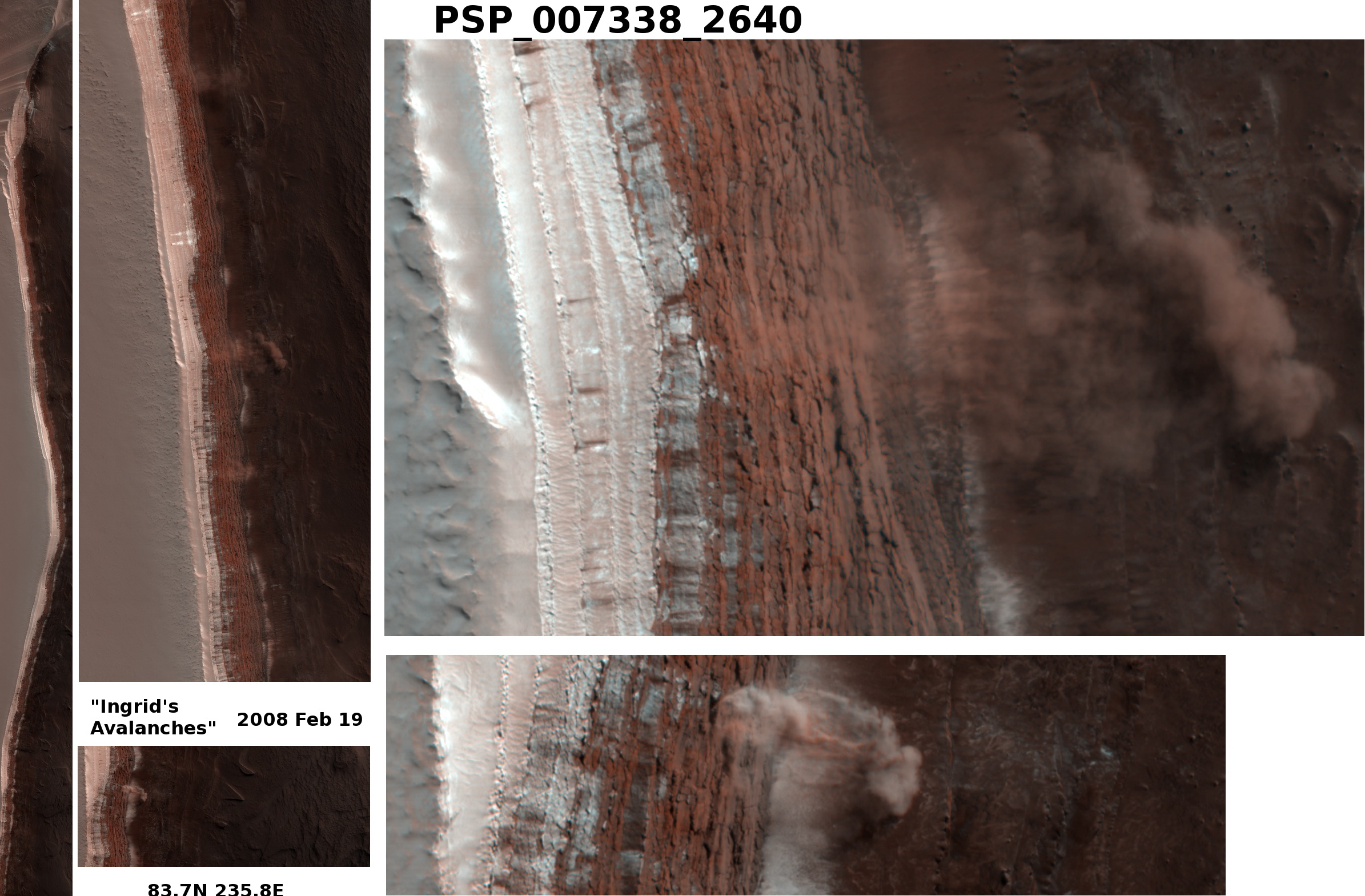
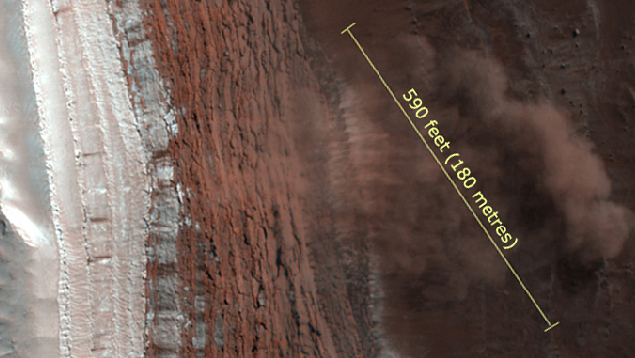